# Alignement de Men Letionnec
L'alignement de Men Letionnec est un ancien alignement mégalithique en grande partie ruiné, situé à Locmariaquer dans le Morbihan, en France.

## Caractéristiques
L'alignement de Men Letionnec est situé  sur la pointe de Kerpenhir, à l'extrémité méridionale de la presqu’île de Locmariaquer. Il consiste en une file de onze stèles de granite intégrées dans le talus séparant deux parcelles. Il est terminé par une unique stèle dressée, un menhir isolé de migmatite de 3,5 m de haut.

## Historique
Le menhir a probablement été érigé au Néolithique, il y a 6 500 ans.
L'alignement de Men Letionnec est inscrit au titre des monuments historiques le 24 juillet 2023, avec les alignements de Kerpenhir et le menhir de Goémorent. Depuis 2025, il forme un site des mégalithes de Carnac et des rives du Morbihan, bien inscrit au patrimoine mondial.